# Acomys russatus
Acomys russatus är en däggdjursart som först beskrevs av Wagner 1840.  Acomys russatus ingår i släktet taggmöss och familjen råttdjur. Inga underarter finns listade.

## Beskrivning
En påtagligt stor och robust taggmus med släktets spetsiga nos och styva och taggiga borst på ryggen. Längden från nos till svansrot är 11 till 12 cm, den förhållandevis korta svansen är 6,5 till 7 cm lång och vikten varierar från 36 till 94 g. Pälsen på ovansidan är gulbrun som gradvis övergår till bukens vita päls. Fötternas undersidor är svarta.

## Ekologi
I bergstrakter når arten 2 000 meter över havet. Djuret vistas i klippiga områden med glest fördelad vegetation, till exempel vid kanterna av wadier (temporärt uttorkade floder) samt på bergssidor och -toppar. Individerna är dagaktiva och lever främst på insekter. De kan emellertid också äta snäckor, frön och andra vegetabilier. Livslängden är vanligtvis omkring 3 år, även om det i undantagsfall förekommer att den har lyckats leva till 5 års ålder.
Det är vanligt att hela eller delar av svansen saknas hos individer som påträffas i det fria. Arten har nämligen möjlighet att "släppa" delar av svansen, något som man antar är ett försvarsbeteende när arten angrips av rovdjur. Detta beteende förekommer även hos andra taggmössarter, men är markant vanligare hos denna art.

### Fortplantning
Arten blir könsmogen vid 2 till 3 månaders ålder. Den leker året runt, även om parningsaktiviteterna är koncentrerade kring regntiden under februari till juli. Efter 5 till 6 veckors dräktighet får honan 4 till 5 ungar; mycket unga mödrar får dock endast 1 till 2 ungar. Ungarna är välutvecklade när de föds, med päls och öppna ögon. Honorna samarbetar när det gäller att ta hand om ungarna, de hjälper till med att tvätta ungarna och bita av navelsträngen. Har flera honor ungar samtidigt förekommer det även att de ger di åt varandras ungar.

## Utbredning
Denna taggmus förekommer i östra Nordafrika och i västra Asien. Utbredningsområdet sträcker sig från västra Egypten till södra Syrien och söderut i ett bredare band längs Röda havet på Arabiska halvön.

## Status
IUCN kategoriserar arten globalt som livskraftig. Arten minskar, av okända anledningar, i Egypten, men i övrigt är den vanlig och ohotad. I vissa jordbruksområden betraktas arten som ett skadedjur.